# La Villeneuve-au-Châtelot
La Villeneuve-au-Châtelot ist eine französische Gemeinde mit 148 Einwohnern (Stand: 1. Januar 2022) im Département Aube in der Region Grand Est. Sie gehört zum Arrondissement Nogent-sur-Seine und zum gleichnamigen Kanton Nogent-sur-Seine. 

## Lage
Sie ist umgeben von folgenden Nachbargemeinden:
| Plessis-Barbuise               |                                             | Périgny-la-Rose                                |
| Barbuise                       | Kompassrose, die auf Nachbargemeinden zeigt | Esclavolles-Lurey                              |
| Marnay-sur-Seine, La Saulsotte | Pont-sur-Seine                              | Conflans-sur-Seine, Romilly-sur-Seine, Crancey |

## Bevölkerungsentwicklung
| Jahr                      | 1962 | 1968 | 1975 | 1982 | 1990 | 1999 | 2008 | 2016 |
| ------------------------- | ---- | ---- | ---- | ---- | ---- | ---- | ---- | ---- |
| Einwohner                 | 168  | 152  | 110  | 121  | 146  | 145  | 135  | 145  |
| Quelle: Cassini und INSEE |      |      |      |      |      |      |      |      |

## Sehenswürdigkeiten
- Kirche Assomption de la Vierge in La Villeneuve-au-Châtelot, Monument historique seit 1926

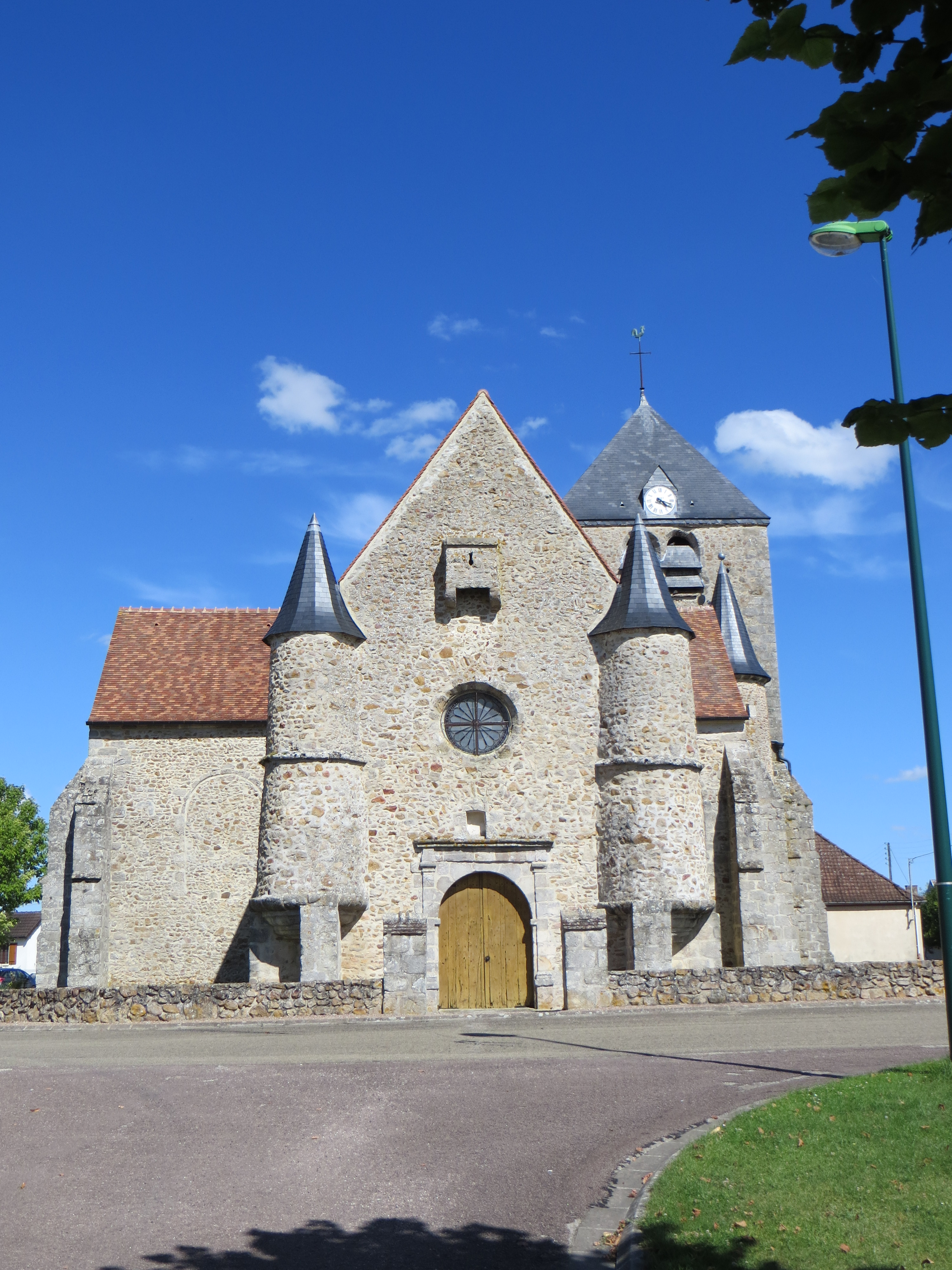
Kirche